# Acanthodelta exhibens
Acanthodelta exhibens är en fjärilsart som beskrevs av Walker 1858. Acanthodelta exhibens ingår i släktet Acanthodelta och familjen nattflyn. Inga underarter finns listade i Catalogue of Life.